# Morretes
Morretes is een gemeente in de Braziliaanse deelstaat Paraná. De gemeente telt 17.000 inwoners (schatting 2009).

## Aangrenzende gemeenten
De gemeente grenst aan Antonina, Campina Grande do Sul, Guaratuba, Paranaguá, Piraquara, Quatro Barras en São José dos Pinhais.